# Manado-Quastenflosser
Beim Manado-Quastenflosser (Latimeria menadoensis) handelt es sich um eine zweite rezente Art der Quastenflosser (Coelacanthiformes). Sie wurde am 18. September 1997 von Arnaz Mehta Erdmann, der Gattin des amerikanischen Ökologen Mark V. Erdmann, in der Celebessee nördlich der indonesischen Insel Sulawesi entdeckt und 1999 beschrieben. Bis dahin hatten die 1938 vor der Ostküste Südafrikas entdeckten Komoren-Quastenflosser (Latimeria chalumnae) als einzige lebende Quastenflosser gegolten.
Manado-Quastenflosser werden 1,4 Meter lang. Sie leben an felsigen Küsten und in Höhlen in Tiefen von 150 bis 200 Metern, wahrscheinlich auch tiefer. Die Art zeigt keine morphologischen Unterschiede zum Komoren-Quastenflosser, ist allerdings nicht blau wie die Art aus dem Indischen Ozean, sondern braun. Der genetische Unterschied ist mit 4,1 % deutlich.
Im Jahr 2009 gelang es erstmals einem japanischen Wissenschaftlerteam, einen jungen Manado-Quastenflosser zu filmen.